# آنتونینا کوشل
آنتونینا کوشل (روسی: Антонина Владимировна Кошель؛ زادهٔ ۲۰ نوامبر ۱۹۵۴) ژیمناست هنری اهل اتحاد جماهیر شوروی سوسیالیستی بود.